# Лауреана-ді-Боррелло
Лауреана-ді-Боррелло (італ. Laureana di Borrello, сиц. Lauriana) — муніципалітет в Італії, у регіоні Калабрія,  метрополійне місто Реджо-Калабрія‎.
Лауреана-ді-Боррелло розташована на відстані близько 490 км на південний схід від Рима, 65 км на південний захід від Катандзаро, 60 км на північний схід від Реджо-Калабрії.
Населення — 5248 осіб (2014).
Щорічний фестиваль відбувається 17 листопада. Покровитель — San Gregorio Taumaturgo.

## Демографія

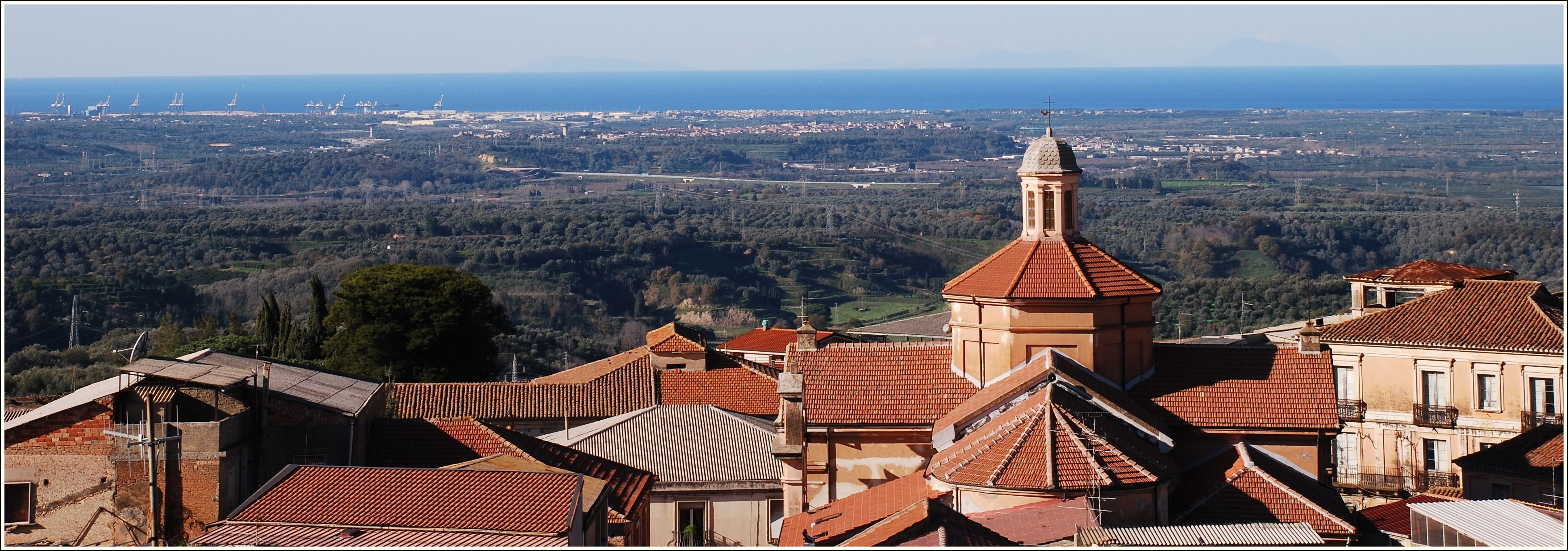
Лауреана-ді-Боррелло

Населення за роками:

Станом на 1 січня 2023 року в муніципалітеті офіційно проживали 193 іноземці з 18 країн, серед них 145 громадян країн Євросоюзу та 21 громадянин України.

## Сусідні муніципалітети
- Кандідоні
- Феролето-делла-К'єза
- Галатро
- Розарно
- Сан-П'єтро-ді-Карида
- Серрата

## Галерея зображень

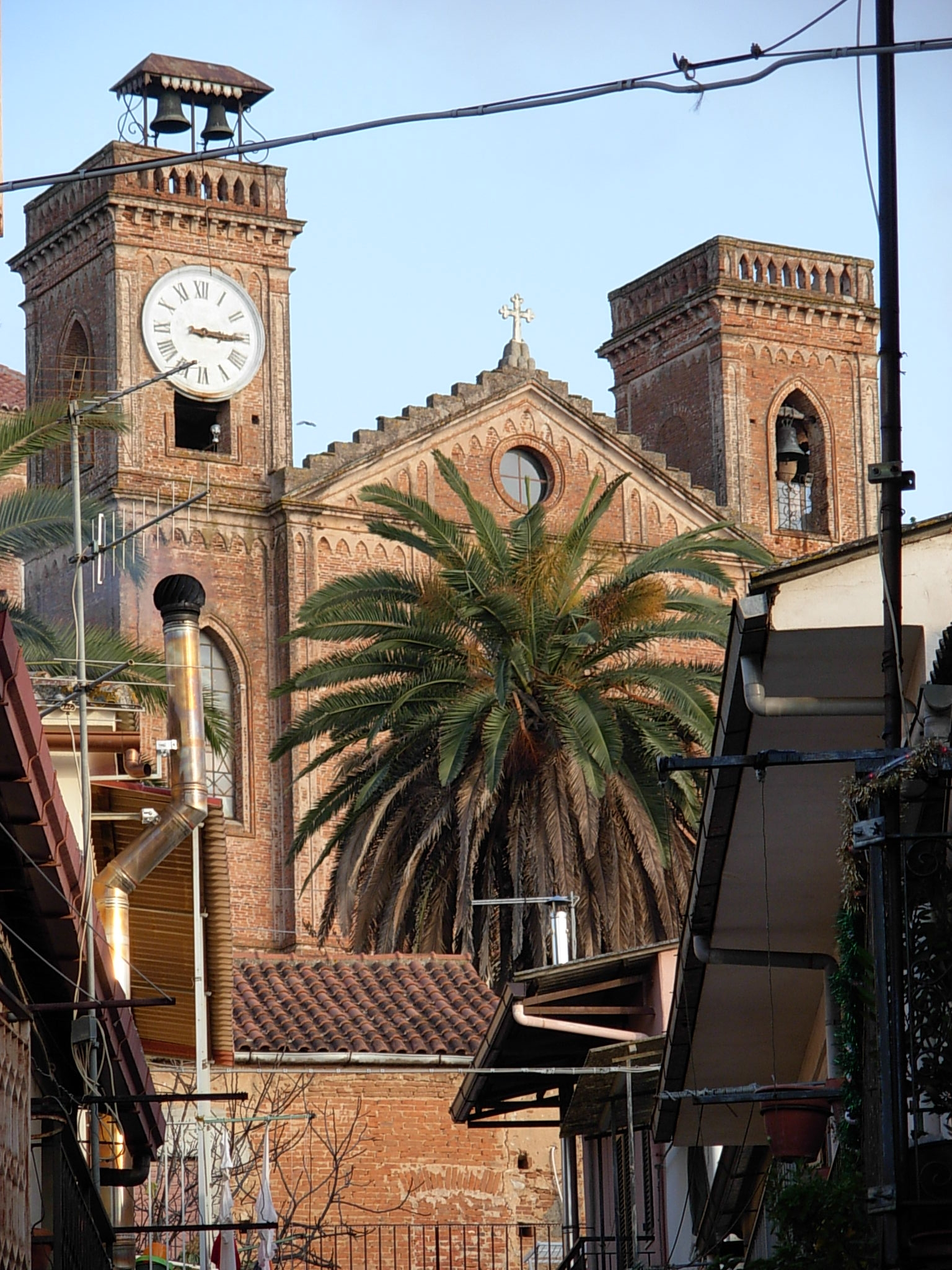
Church Антоній Падуанський
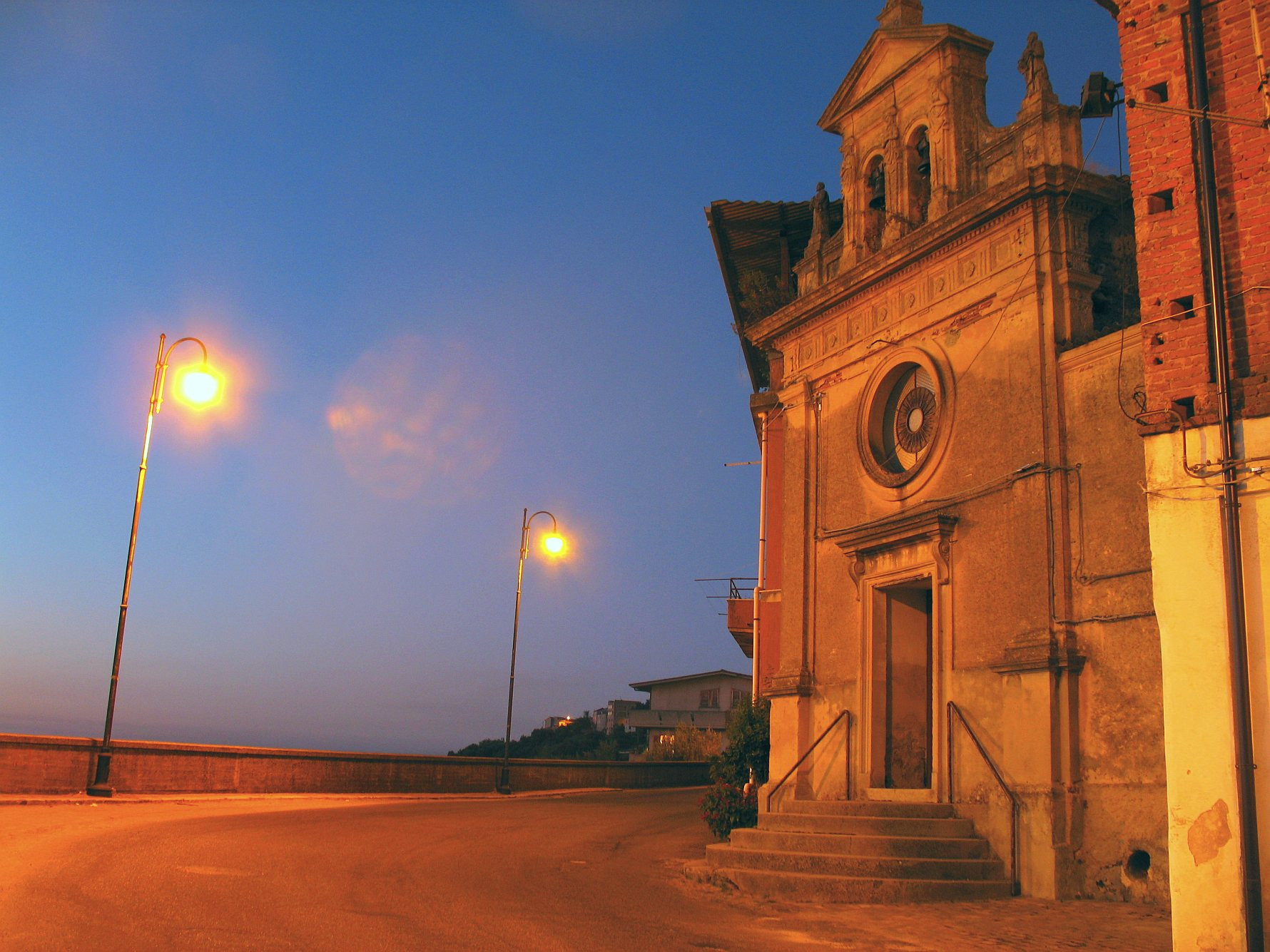
Chiesa San Francesco di Paola
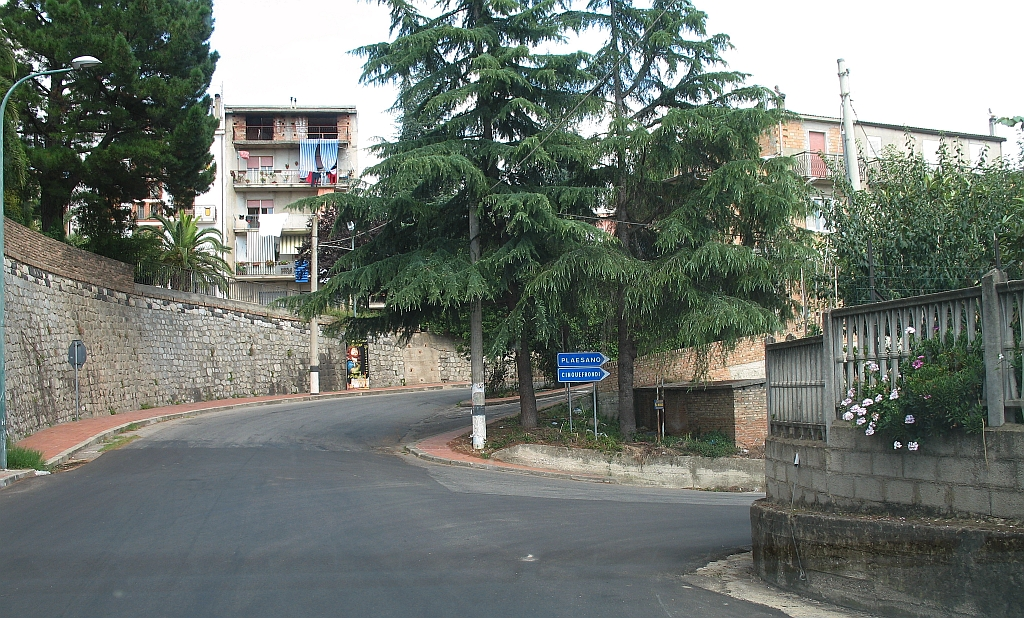
Tratto terminale di via Napoli dove incontriamo il bivio per Полістена e Чинкуефронді ss.536,continuando dritto si entra a Stelletanone
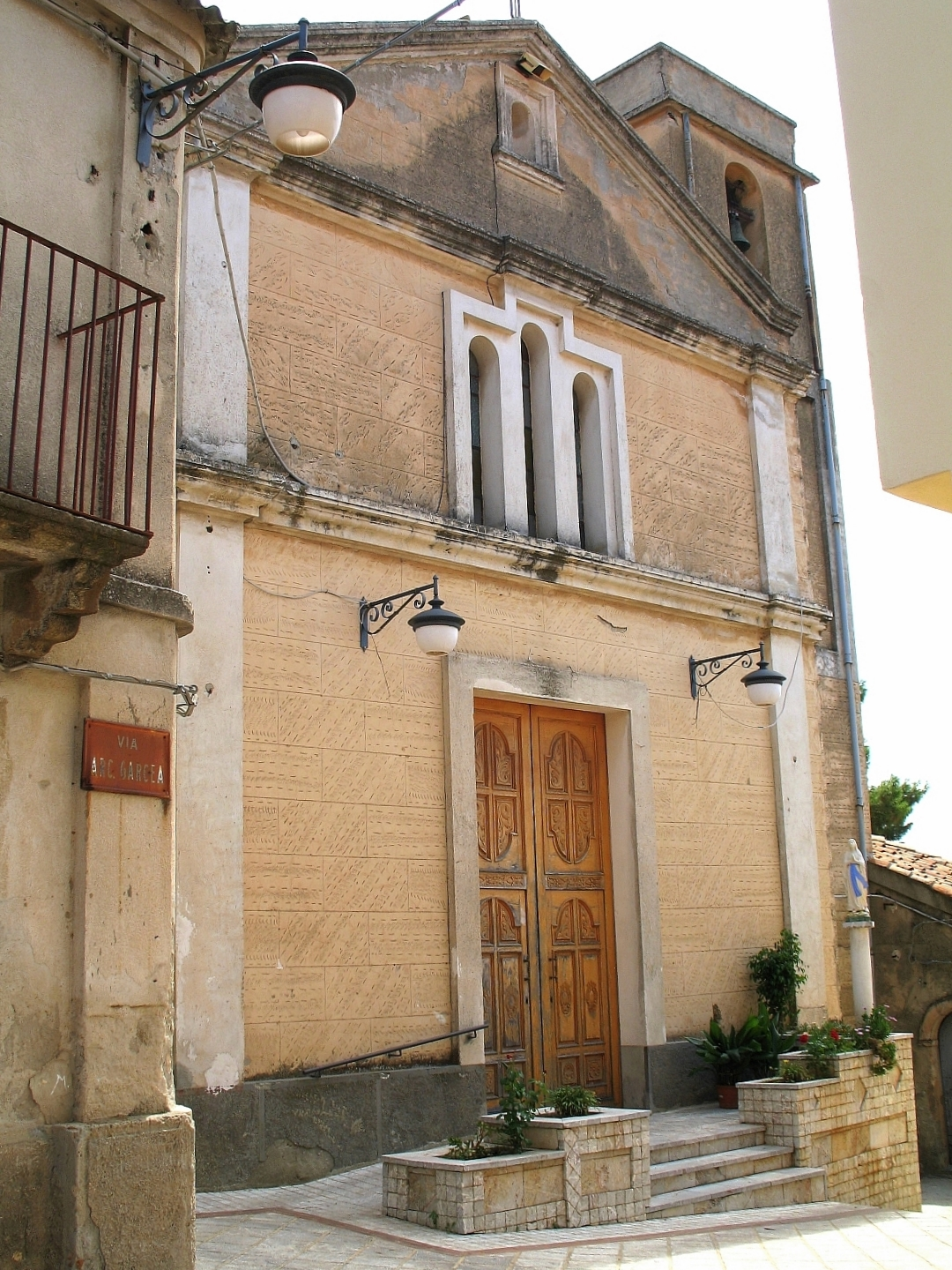
S.Elia's Church
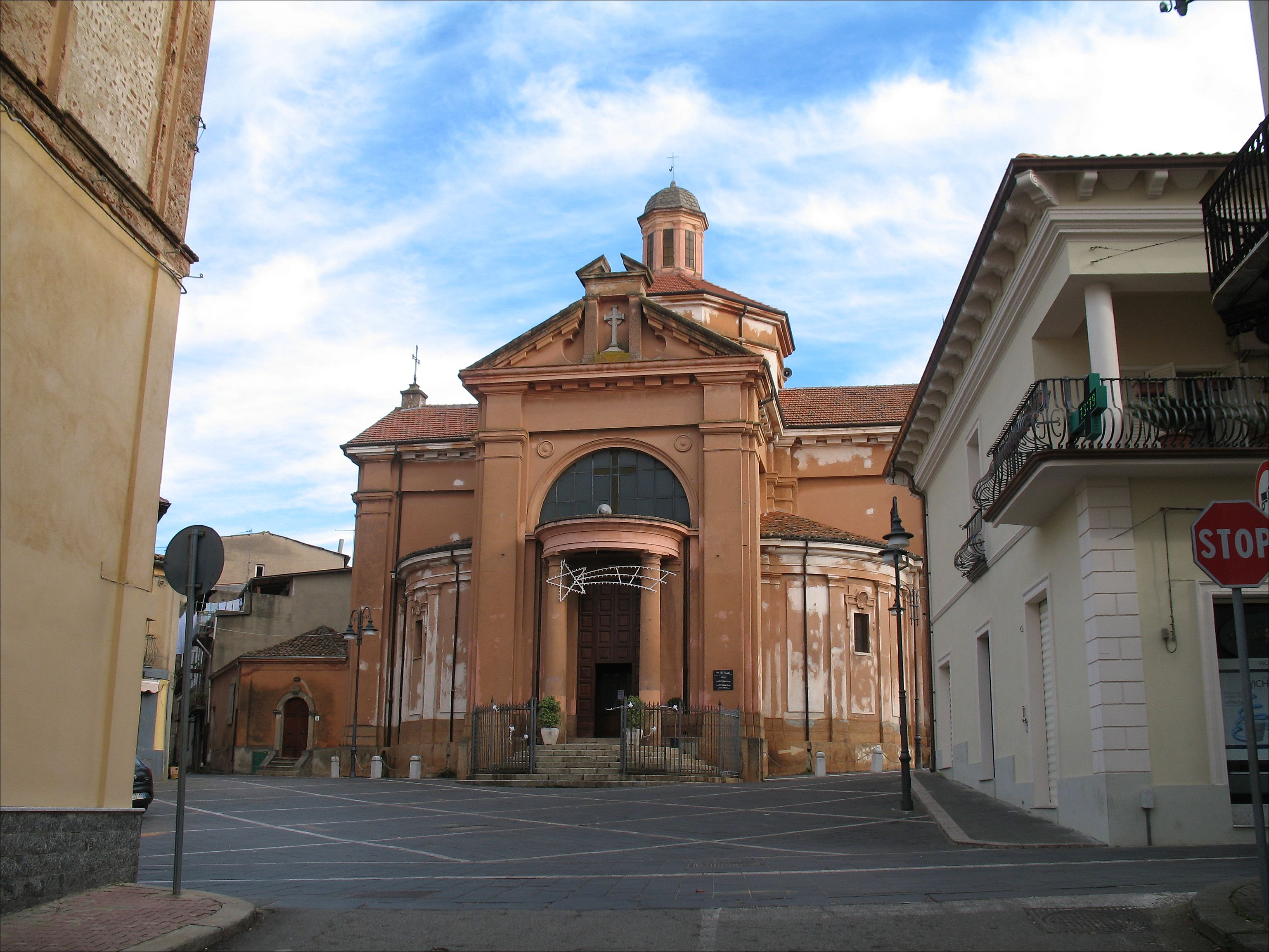
Chiesa Madre
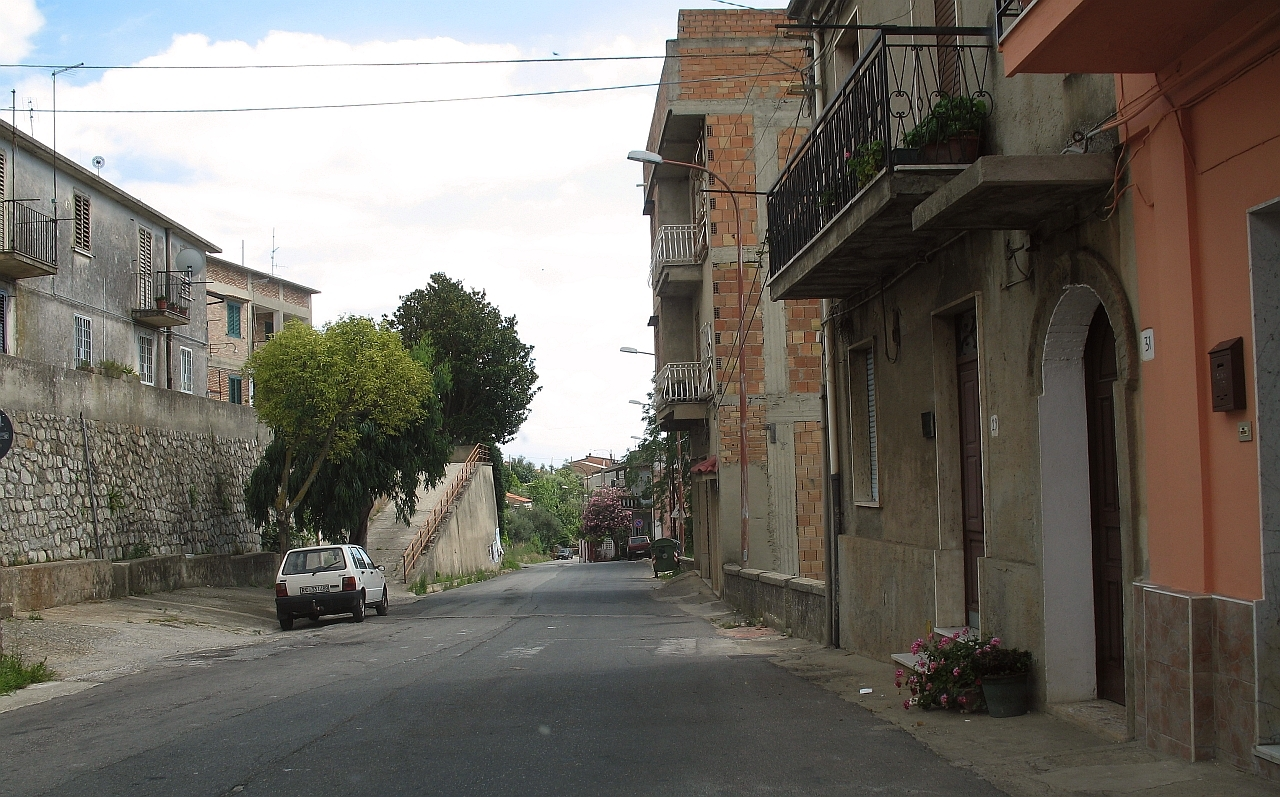
Bellantone Via Свята Анна
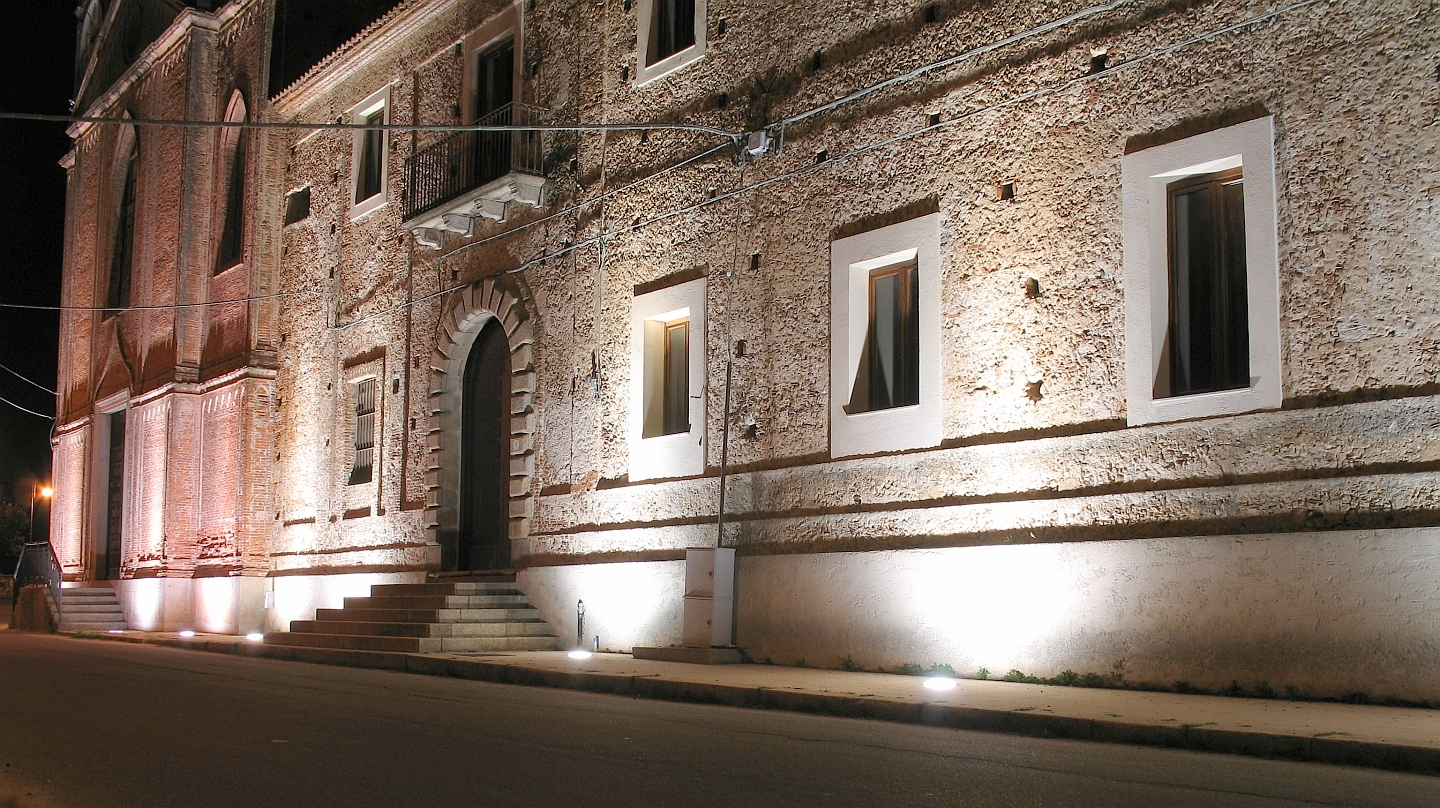
L'ex convento

- Лауреана online [Архівовано 13 серпня 2009 у Wayback Machine.]